# Danh sách giải thưởng và đề cử của Tlinh
Rapper và ca sĩ kiêm sáng tác bài hát người Việt Nam Tlinh đã nhận được nhiều giải thưởng và đề cử cho tác phẩm của mình, bao gồm hai đề cử giải Cống hiến và ba giải Làn Sóng Xanh. Tạp chí L'Officiel Vietnam vinh danh cô trong danh sách 19 người phụ nữ của năm, NME xếp Ái đứng thứ 15 trong số 25 album châu Á xuất sắc nhất, trong khi Paper gọi cô là ngôi sao sáng nhất của Việt Nam.
Vào giai đoạn đầu của sự nghiệp, Tlinh đã giành được 1 đề cử giải Berlin Music Video Awards của Đức cũng như gặt hái được nhiều đề cử và giải thưởng cho album phòng thu đầu tay Ái. Năm 2023, đĩa nhạc cùng đĩa đơn "Nếu lúc đó" đã mang về cho cô 2 giải thưởng Làn Sóng Xanh 2023 tại hạng mục "Top 10 ca khúc được yêu thích", "Hòa âm phối khí" trong tổng số 5 đề cử. Năm 2024, Tlinh tiếp tục giành 4 đề cử tại giải WeChoice Awards 2023 và vinh dự nhận về 2 đề cử đầu tiên tại giải thưởng Cống hiến lần thứ 18. Năm 2025, Tlinh đoạt 1 giải thưởng Làn Sóng Xanh 2024 tại hạng mục "Nữ ca sĩ/rapper của năm".
Cùng với chiến dịch Women Of Our Time 2023 – Emitting The Brilliance của tạp chí L'Officiel Vietnam, Tlinh được gọi tên ở hạng mục "Women of Art" trong danh sách 19 người phụ nữ của năm 2023 và tạp chí phê bình âm nhạc NME của Anh xếp Ái đứng thứ 15 trong số 25 album châu Á xuất sắc nhất năm 2023. Cuối năm đó, đĩa đơn "Nếu lúc đó" của Tlinh còn góp mặt trong top 5 trên "Top Bài hát 2023", "Top Bài hát Việt Nam 2023" và cô là nghệ sĩ nữ duy nhất nằm trong "Top Nghệ sĩ 2023" tại chiến dịch Nhìn lại 2023 của Spotify.

## Giải thưởng và đề cử
- A
- Ă
- Â
- B
- C
- D
- Đ
- E
- F
- G
- H
- I
- J
- L
- M
- N
- O
- P
- Q
- R
- S
- T
- U
- Ư
- V
- W
- Y

| Giải thưởng               | Năm  | Đề cử cho                        | Hạng mục                           | Kết quả   | Tham khảo     |
| ------------------------- | ---- | -------------------------------- | ---------------------------------- | --------- | ------------- |
| Berlin Music Video Awards | 2022 | "Night"                          | Most Bizarre                       | Đề cử     | [ 6 ]         |
| Front & Female Awards     | 2025 | Tlinh                            | Gương mặt triển vọng               | Đề cử     | [ 7 ] [ 8 ]   |
| Giải thưởng Cống hiến     | 2024 | Ái                               | Album của năm                      | Đề cử     | [ 9 ] [ 10 ]  |
| Giải thưởng Cống hiến     | 2024 | "Nếu lúc đó"                     | Bài hát của năm                    | Đề cử     | [ 9 ] [ 10 ]  |
| Giải thưởng Ngôi Sao Xanh | 2024 | "Đừng làm nó phức tạp"           | Video âm nhạc hay nhất             | Đề cử     | [ 11 ]        |
| Giải thưởng Ngôi Sao Xanh | 2024 | "Hop on Da Show"                 | Video âm nhạc hay nhất             | Đề cử     | [ 11 ]        |
| Làn Sóng Xanh             | 2023 | "Nếu lúc đó"                     | Top 10 ca khúc được yêu thích      | Đoạt giải | [ 12 ] [ 13 ] |
| Làn Sóng Xanh             | 2023 | "Nếu lúc đó"                     | Hòa âm phối khí                    | Đoạt giải | [ 12 ] [ 13 ] |
| Làn Sóng Xanh             | 2023 | "Nếu lúc đó"                     | Ca khúc của năm                    | Đề cử     | [ 12 ] [ 13 ] |
| Làn Sóng Xanh             | 2023 | Tlinh                            | Nữ ca sĩ của năm                   | Đề cử     | [ 12 ] [ 13 ] |
| Làn Sóng Xanh             | 2023 | Ái                               | Album của năm                      | Đề cử     | [ 12 ] [ 13 ] |
| Làn Sóng Xanh             | 2024 | Tlinh                            | Nữ ca sĩ/rapper của năm            | Đoạt giải | [ 14 ] [ 15 ] |
| Làn Sóng Xanh             | 2024 | "Phóng zìn zìn"                  | Sự kết hợp xuất sắc                | Đề cử     | [ 14 ] [ 15 ] |
| MTV Fan Choice            | 2021 | "Yêu thầm"                       | Sản phẩm âm nhạc hay nhất          | Đề cử     | [ 16 ]        |
| MTV Fan Choice            | 2021 | "Gái độc thân"                   | Sản phẩm âm nhạc hay nhất          | Đề cử     | [ 16 ]        |
| MTV Fan Choice            | 2021 | "Đìu anh luôn giữ kín trong tim" | Sản phẩm âm nhạc hay nhất          | Đề cử     | [ 16 ]        |
| WeChoice Awards           | 2020 | Tlinh                            | Rising Gen Z                       | Đề cử     | [ 17 ]        |
| WeChoice Awards           | 2020 | Tlinh                            | Gương mặt Rap/Hip hop triển vọng   | Đề cử     | [ 17 ]        |
| WeChoice Awards           | 2023 | Ái                               | E.P/Album của năm                  | Đề cử     | [ 18 ]        |
| WeChoice Awards           | 2023 | Tlinh                            | Ca sĩ/Rapper có hoạt động đột phá  | Đề cử     | [ 18 ]        |
| WeChoice Awards           | 2023 | Tlinh                            | Z Go Global–Gen Z vươn ra thế giới | Đề cử     | [ 18 ]        |
| WeChoice Awards           | 2023 | "Nếu lúc đó"                     | Ca khúc của năm                    | Đề cử     | [ 18 ]        |
| WeChoice Awards           | 2024 | "Hop on Da Show"                 | MV của năm                         | Đề cử     | [ 19 ]        |
| WeChoice Awards           | 2024 | FLVR                             | E.P/Album của năm                  | Đề cử     | [ 19 ]        |
| WeChoice Awards           | 2024 | Tlinh                            | Ca sĩ/Rapper có hoạt động đột phá  | Đề cử     | [ 19 ]        |
| WeChoice Awards           | 2024 | Set diễn Tlinh–Genfest 2024      | Màn trình diễn bùng nổ             | Đề cử     | [ 19 ]        |
| WeChoice Awards           | 2024 | "I'm Thinking About You"         | Màn trình diễn bùng nổ             | Đề cử     | [ 19 ]        |